# 3等艦
3等艦（third-rate）とはイギリス海軍における戦列艦の等級の1つで、砲を64門ないし80門搭載した艦のこと。通常この種類の戦列艦は2層砲列甲板を備えていた。
1670年代に制定された最初の制度では3等艦は砲70門、2等艦は90門、そして4等艦は54-60門と定められていた。しかし後代になると上記に当てはまらない搭載数の艦も建造されるようになったため3等艦の定義は64門から80門の範囲に拡張された。このクラスの艦の乗員は大体500名から720名程度である。　
この定義は後に戦列艦で最も多用される74門艦を含んでいたため、3等艦は特に一般的な等級となった。より大きな艦より操艦が容易で、なおかつ1等艦に対抗しうる最低限の火力を保持しているからである。また運用経費も比較的安価だった。
等級制度はイギリス海軍でしか使用されなかったが、イギリスの作家などはフランス海軍の74門艦も「3等艦」と言及することもある。この制度は18世紀末までに一般的でなくなり、戦列艦は「74門艦（74s）」のように砲の数を直接言及するのが普通になる。